# Temwaiku
Temwaiku è un’isola di Tarawa Sud, nella capitale delle Kiribati, località del Teinainano Urban Council. Ha 4 072 abitanti nel 2015. È vicina dell’aeroporto internazionale.